# Gospel Oak
Gospel Oak è un EP della cantante irlandese Sinéad O'Connor, pubblicato nel 1997.

## Tracce
1. This Is to Mother You – 3:13 (O'Connor)
2. I Am Enough for Myself – 4:07 (O'Connor)
3. Petit Poulet – 3:44 (O'Connor)
4. 4 My Love – 4:06 (O'Connor)
5. This Is a Rebel Song – 3:03 (O'Connor)
6. He Moved Through the Fair – 4:22 (Traditional; arr. O'Connor, Dónal Lunny, Graham Henderson)
7. Fire on Babylon (Eternal Recurrence Mix) – 13:26 (O'Connor, Reynolds)